# Плоска (Долж)
Плоска (рум. Plosca) насеље је у Румунији у жупанији Долж у општини Бистрец. Место се налази на надморској висини од 34 m.

## Становништво
Према подацима из 2002. године у насељу је живело 924 становника.

### Попис2002.
| Расподела становништва по националности 2002.‍ | Расподела становништва по националности 2002.‍ | Расподела становништва по националности 2002.‍ | Расподела становништва по националности 2002.‍ | Расподела становништва по националности 2002.‍ |
| --------------------------------------------- | --------------------------------------------- | --------------------------------------------- | --------------------------------------------- | --------------------------------------------- |
|                                               |                                               |                                               |                                               |                                               |
| Румуни                                        | Румуни                                        |                                               | 900                                           | 97,4%                                         |
| Роми                                          | Роми                                          |                                               | 24                                            | 2,6%                                          |